# Jane Sibbett
Jane Moore Sibbett (Berkeley, 28 novembre 1962) è un'attrice e disc jockey statunitense.

## Biografia
Jane Sibbett, ultima di cinque figli, è nata a Berkeley, in California il 28 novembre del 1962, ma è cresciuta ad Orinda, sempre in California. Negli anni 70 lavorava come dj a Sacramento. Si è laureata all'Università della California - Los Angeles. Dal 1992 al 2016 è stata sposata con il produttore Karl Fink, da cui ha avuto tre figli: Ruby (1992), Kai (1994) e Violet (2000).

## Filmografia

### Cinema
- Going to the Chapel, regia di Paul Lynch (1988)
- Paura (Fear), regia di Rockne S. O'Bannon (1990)
- The Resurrected, regia di Dan O'Bannon (1991)
- Matrimonio a 4 mani (It Takes Two), regia di Andy Tennant (1995)
- Una madre per Lily (Just in Time), regia di Shawn Levy (1997)
- The Second Arrival, regia di Kevin S. Tenney (1998)
- Snow Dogs - 8 cani sotto zero (Snow Dogs), regia di Brian Levant (2002) – voce
- A One Time Thing, regia di Karl Fink (2004)
- A Merry Little Christmas, regia di John Dowling Jr. e Karl Fink (2006)
- Jessica Darling's It List, regia di Ali Scher (2016)
- Nozze d'inverno (A Family for the Holidays), regia di Jake Helgren (2017)

### Televisione
- Top Secret (Scarecrow and Mrs. King) – serie TV, episodi 2x14 (1985)
- Promesse da mantenere (Promises to Keep), regia di Noel Black – film TV (1985)
- One Terrific Guy, regia di Lou Antonio – film TV (1986)
- Professione pericolo (The Fall Guy) – serie TV, episodi 5x16 (1986)
- Santa Barbara – serie TV, 118 episodi (1986-1987)
- La famiglia Hogan (Valerie) – serie TV, episodi 3x19 (1988)
- I miei due papà (My Two Dads) – serie TV, episodi 1x20 (1988)
- Cin cin (Cheers) – serie TV, episodi 7x6 (1988)
- Miracle at Beekman's Place, regia di Bernard L. Kowalski – film TV (1988)
- 21 Jump Street – serie TV, episodi 3x12 (1989)
- Teddy Z (The Famous Teddy Z) – serie TV, 20 episodi (1989-1990)
- Due come noi (Jake and the Fatman) – serie TV, episodi 4x5 (1990)
- Star Trek: The Next Generation – serie TV, episodi 4x11 (1991)
- In viaggio nel tempo (Quantum Leap) – serie TV, episodi 3x18 (1991)
- Ma che ti passa per la testa? (Herman's Head) – serie TV, 72 episodi (1991-1994)
- Likely Suspects – serie TV, episodi 1x8 (1992)
- La legge di Burke (Burke's Law) – serie TV, episodi 1x10 (1994)
- Le avventure di Brisco County Jr. (The Adventures of Brisco County Jr.) – serie TV, episodi 1x25 (1994)
- Friends – serie TV, 15 episodi (1994-2001)
- Matlock – serie TV, episodi 9x10 (1995)
- If Not for You – serie TV, 7 episodi (1995)
- Il tocco di un angelo (Touched by an Angel) – serie TV, episodi 3x2 (1996)
- La tata (The Nanny) – serie TV, episodi 4x21 (1997)
- Dads, regia di Lee Shallat-Chemel – film TV (1997)
- Nick Freno (Nick Freno: Licensed Teacher) – serie TV, 21 episodi (1997-1998)
- Disneyland – serie TV, episodi 2x3 (1998)
- Noah, regia di Ken Kwapis – film TV (1998)
- Matrimonio per papà (Au Pair), regia di Mark Griffiths – film TV (1999)
- Sealed with a Kiss, regia di Ron Lagomarsino – film TV (1999)
- It's Like, You Know... – serie TV, episodi 2x4 (1999)
- Sabrina, vita da strega (Sabrina, the Teenage Witch) – serie TV, episodi 5x18 (2001)
- Ally McBeal – serie TV, episodi 5x15 (2002)
- Ancora una volta (Once and Again) – serie TV, episodi 3x11-3x15 (2002)
- Generation Gap, regia di Wil Shriner – film TV (2002)
- Buffalo Dreams, regia di David Jackson – film TV (2005)
- East of Normal, West of Weird, regia di Peter Lauer – film TV (2005)
- A proposito di Brian (What About Brian) – serie TV, episodi 2x8 (2006)
- Jimmy fuori di testa (Out of Jimmy's Head) – serie TV, episodi 1x5 (2007)
- Legacy, regia di Jason Dudek e Michael Kolko – film TV (2008)
- The Naughty List, regia di Jake Helgren – film TV (2019)

## Doppiatrici italiane
Nelle versioni in italiano delle opere in cui ha recitato, Jane Sibbett è stata doppiata da:
- Elisabetta Cesone in Ally McBeal
- Emanuela Baroni in Friends
- Vittoria Febbi in Snow Dogs - 8 cani sotto zero
- Roberta Greganti in Ma che ti passa per la testa?
- Alessandra Korompay in Matrimonio a 4 mani